# Nanyo Kohatsu Kabushiki Kaisha
 (mars 2020).
Si vous disposez d'ouvrages ou d'articles de référence ou si vous connaissez des sites web de qualité traitant du thème abordé ici, merci de compléter l'article en donnant les références utiles à sa vérifiabilité et en les liant à la section « Notes et références ».

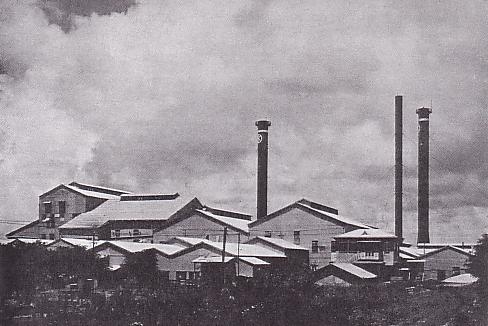
Usine de la Nanyō Kōhatsu à Saipan.

La Nanyō Kōhatsu K.K. (南洋興発株式会社, Nan'yō Kōhatsu Kabushiki Kaisha, abrégé en Nankō; « société de développement des mers du sud ») est une société commerciale japonaise fondée en 1921 pour exploiter le monopole sucrier du mandat des îles du Pacifique et qui s'est ensuite diversifiée dans toute l'Océanie.
La Nanko reçoit des aides substantielles  de l'administration coloniale et des capitaux de la Compagnie de développement orientale (Tōyō Takushoku K.K.), elle bénéficie aussi des ressources de l'ancienne Nan'yō Shokusan. Haruji Matsue parvient à bâtir un empire commercial basé sur l'industrie sucrière dans les années 1920 et 1930.  
Nan'yō Kōhatsu développe ou tente de développer nombre d'activités dans certains territoires environnants sous souveraineté néerlandaise, britannique, portugaise ou australienne tels que Sulawesi, Timor ou la Nouvelle-Guinée. La compagnie est surnommée la Mantetsu du sud dans l'espoir qu'elle devienne aussi profitable que la Société des chemins de fer de Mandchourie du Sud.
Depuis sa base de Palau, la Nan'yō Kōhatsu envoie de petits bateaux vers Dili dès 1934 dans un effort visant à briser le monopole commercial néerlandais sur le Timor Portugais.
En 1938, elle parvient à s'implanter dans la colonie portugaise et en 1940, l'un des membres de son conseil d'administration détient 48 % de la principale compagnie de plantation, la SAPT. 
Avec la montée des tensions dans les années 1930 et, après l'entrée en guerre de l'Europe, l'étendue des intérêts japonais représentés par la Nan'yō Kōhatsu suscite l'inquiétude des autorités australiennes, britanniques et néerlandaises. Bien que le Portugal demeure neutre, l'emprise japonaise sur le Timor entraîne l'invasion alliée du Timor portugais fin 1941.
Le 29 août 1942, quelques jours après l'invasion japonaise de Nauru, une île placée sous l'autorité de l'Australie qui en exploite les riches gisements en phosphate, 72 employés japonais de la Nan'yō Kōhatsu débarquent pour évaluer l'état des installations de production de phosphate démantelées par les Australiens avant leur départ. Ils récupèrent certaines pièces des machines et donnent l'ordre à quelques chinois de rassembler du phosphate. En juin 1943 les envoyés de la compagnie quittent les lieux à la suite de frictions avec les militaires. Il semblerait qu'aucun chargement de phosphate n'ait pu être exporté durant toute la durée de l'occupation japonaise.
La Nanko est démantelée à la fin de la guerre du Pacifique sur ordre des forces d'occupation américaines. Le site du siège de la compagnie à Saipan a été converti en musée.

## Source de la traduction
- (en) Cet article est partiellement ou en totalité issu de l’article de Wikipédia en anglais intitulé « Nanyo Kohatsu Kabushiki Kaisha » (voir la liste des auteurs).